# Gunung Musara
Gunung Musara is een bestuurslaag in het regentschap Bener Meriah van de provincie Atjeh, Indonesië. Gunung Musara telt 395 inwoners (volkstelling 2010).